# 대구한실초등학교
대구한실초등학교 (大邱한실初等學校)는 대한민국 대구광역시 달서구 대곡동에 있는 공립 초등학교이다.

## 연혁
- 2019년 9월 1일 : 공립학교 설치 조례 의결(한실초, 병설유치원 7학급 포함)
- 2020년 3월 1일 : 대구한실초등학교 개교
- 2020년 3월 1일 : 초대 정병원 교장 취임
- 2020년 3월 1일 : 신입생 101명 입학, 21학급 편성 (일반학급 20학급, 특수학급 1학급)
- 2020년 4월 16일 : 온라인 개학
- 2020년 4월 20일 : 제1회 입학식
- 2020년 8월 18일 : 온라인 콘텐츠 활용 교과서 선도학교 운영
- 2020년 12월 31일 : 소프트웨어 교육 선도학교 운영 (최우수교 교육부 장관상)
- 2021년 2월 10일 : 제1회 졸업식 (졸업생 30명)
- 2021년 3월 1일 : 22학급 편성 (일반학급 21학급, 특수학급 1학급)
- 2021년 12월 3일 : 정보 창의교육 유공학교 교육감 표창
- 2021년 12월 13일 : 학교폭력예방교육 우수학교 교육감 표창
- 2022년 2월 9일 : 제2회 졸업식 (졸업생 54명)
- 2022년 3월 1일 : 26학급 편성 (일반학급 25학급, 특수학급 1학급)
- 2022년 12월 16일 : 과학・수학・정보 교육 활성화를 통한 창의 융합형 인재 양성 연구학교 지정(2023-2024. 대구광역시교육청)
- 2023년 2월 9일 : 제3회 졸업식 (졸업생 57명)
- 2023년 3월 1일 : 29학급 편성 (일반학급 28학급, 특수학급 1학급)
- 2023년 12월 21일 : 2024년 학교폭력예방 우수학교 표창 (교육감)
- 2024년 2월 8일 : 제4회 졸업식 (졸업생 72명)
- 2024년 3월 1일 : 제2대 장경희 교장선생님 부임
- 2024년 3월 1일 : 31학급 편성 (일반학급 30학급, 특수학급 1학급)